# Heinkel HE 5
Heinkel HE 5 var ett tysk-svenskt spaningsflygplan, som konstruerdes av Ernst Heinkel. Flygplanet kallades allmänt för Hansa efter sitt nära släktskap med de tyska militära typerna W.29 och W.37 från Hansa und Brandenburgische Flugzeugwerke.
När Flygvapnet bildades 1 juli 1926, övertog det tolv Hansor av typerna 32, 42 och 47, vilka fick flygvapenbeteckningarna S 2, S 3 respektive S 4. 
Utvecklingen av flygplanstypen fortsatte även vid Svenska Aero och av Ernst Heinkel i Tyskland. Vid sjöflygtävlingarna See-Wettbewerb i Warnemünde 1926 deltog Heinkel med två prototypflygplan som var utvecklade från Heinkel HE 4. Den första prototypen HE 5a var försedd med en 450 hk Napier Lion-motor, medan den andra prototypen HE 5b var försedd med en 420 hk Bristol Jupiter-motor, tävlingen vanns av HE 5a. Varianten med Bristolmotor konstruerades av Heinkel med tanke på ett nytt flygplan till Svenska flygvapnet medan HE 5a konstruerades för det tyska transportministeriet. I oktober beställdes fyra flygplan från Svenska Aero. Flygplanens tänkta arbetsuppgifter var spaning, eldledning, dimläggning samt övrig samverkan med Marinen. Som enmotorigt sjöspaningsflygplan kom Hansan att utgöra en epok i marinflygets historia. När andra världskriget bröt ut fick kvarvarande Hansaflygplan rycka in som stridsflygplan trots att typen var helt föråldrad. Trots flygplanets begränsningar sköts en tysk Heinkel He 111 ned av en Hansa på västkusten i april 1940.

## S 5
Svenska Aero AB tillverkade fyra exemplar av HE 5b med en 450 hk Bristol Jupiter VIA. Flygplanen blev klara och levererades under juli 1927 till Roslagens flygflottilj. Flygplanets kropp var tillverkad i stålrörskonstruktion som var klädd med duk. Vingar och roder tillverkades av en stålrörsstomme som kläddes med duk. Flottörerna var tillverkade i en fanérklädd träkonstruktion som var förstärkt med aluminium.

## S 5A
Under 1927-1928 beställdes hos Svenska Aero ytterligare tio exemplar av flygplanet vilka var något modifierade. Som tidigare användes Bristol Jupiter VI eller alternativt Jupiter VI-A motor på 450 hk. Besättningen utgjordes av förare, spanare och flygskytt. Flygplanet utrustades med en kortvågsradio och vinddriven elgenerator. Beväpningen utgjordes av en fast monterad ksp m/22 samt en rörlig dito i bakre sittbrunnen. Under perioden 1929-1932 tillverkade och levererade Centrala Flygverkstaden i Västerås (CFV) ytterligare tolv S 5A till flygvapnet. Dessa var försedda med originaltillverkade Bristol Jupiter VI-F motorer på 450-500 hk. Två S 5A deltog i Spetsbergsexpeditionen 1928, när man letade efter Umberto Nobile och hans havererade luftskepp Italia. Ett flygplan byggdes om till flygambulans. År 1945 kasserades alla S 5A utom ambulansflygplanet som kvarstod som reservambulans fram till 1948.

## S 5B
Ett exemplar med en svensktillverkad Nohab My VI-A på 600 hk tillverkades vid CFV under 1933. Endast ett exemplar tillverkades och levererades till flygvapnet i juni 1934 där det placerades vid F 1 Hässlö. Flygplanet användes huvudsakligen för flygkartläggning. I november 1934 överfördes flygplanet till F 2. 

## S 5C
Flygplanet var en vidareutveckling av S 5B med en 600 hk Nohab My VI-A motor. Landstället var utrustat med Short-flottörer och generatorn till flygradion placerades i höger vinges framkant. Totalt beställdes nio exemplar och de levererades av CVV till flygvapnet 1934-1936 för placering på F 2. 

## S 5D
Flygplanet försågs med en 675 hk My VII-A motor samt en trebladig metallpropeller. Ett flygplan försågs på prov med en glashuv över förarkabinen. De fyra flygplanen som tillverkades vid CVV kostade 110 000 kronor och blev de sista Hansorna som levererades till flygvapnet 1936-1937. Det sista exemplaret fanns i aktiv tjänst ända fram till kassation i november 1945 då den ersattes av SAAB 17 (S 17BS) som marinspaningsflygplan.  
Utvecklingen av flygplanstypen fortsatte vid Svenska Aero, ett provexemplar av Svenska Aero SA-15 S 8 beställdes, men ordern annullerades före leverans. 
Flygplanets beteckning Heinkel HE 5 kan orsaka viss förvåning då de flesta Heinkel namnges He. Här står HE för betydelsen Heinkel Eindecker. Vid senare konstruktioner som Heinkel He 115 står He för Heinkel.

## Hansorinköpta avFlygvapnet
- S 5, Heinkel HE 5, fyra exemplar inköpta 1927 från Svenska Aero
- S 5A, Heinkel HE 5t, tio exemplar inköpta 1928 från Svenska Aero, tolv exemplar inköpta 1929-31 från CFV
- S 5B, Heinkel HE 5t, ett exemplar inköpt 1934 från CVV
- S 5C, Heinkel HE 5t TB, nio exemplar inköpta 1935-36 från CVV]
- S 5D, Heinkel HE 5t TB, fyra ex inköpta 1937 från CVV